# Túnel de Cantalobos
El túnel de Cantalobos es un túnel doble, de 2170 m de longitud, que se ubica en la Autovía del Mediterráneo (A-7), en el tramo La Herradura-Taramay (municipio de Almuñécar, provincia de Granada, Andalucía, España). Fue ejecutado mediante el nuevo método austríaco. 

## Descripción
También se llevaron a cabo las obras para el control y el equipamiento de los túneles. Dichas actuaciones consistieron, principalmente, en la instalación de postes SOS en las galerías de emergencia del túnel, megafonía, presurización, señalización de emergencia, detección de intrusión, cámaras de televisión o concentradoras de señales de control. Además, se realizó la instalación del sistema de ventilación mecánica en el túnel, la puesta en marcha de un sistema informático de extracción de humos, automático y manual mediante detectores y de otro sistema de detección de incendios con cable sensorizado.
El túnel de Cantalobos obtuvo en el año 2010 la mejor puntuación de España y la segunda a nivel europeo en la XII edición del Programa Europeo de Evaluación de Túneles (EuroTAP), tras analizar la seguridad de 26 túneles de 13 países europeos. Con una media de 3.343 vehículos al día, presentaba unos resultados excelentes en todas las categorías analizadas (sistema del túnel, tráfico y control del tráfico, vías de escape, sistemas de protección de incendios, iluminación y suministro eléctrico, sistema de ventilación, gestión de emergencias, etc.). 
Hay que destacar que en dicho tramo de carretera, se ejecutaron dos túneles más, el túnel de Calaceite, de 410 m de longitud, y el túnel del Gato, de 270 m, usando el mismo método constructivo y características similiares al túnel de Cantalobos.